# Phasianus
A Phasianus, magyarul fácán a madarak osztályába, a tyúkalakúak (Galliformes) rendjébe és a fácánfélék (Phasianidae) családjába és a fácánformák (Phasianinae) alcsaládjába tartozó nem.

## Rendszerezésük
A nemet Carl von Linné svéd természettudós 1758-ban, az alábbi 2 faj tartozik ide:
- közönséges fácán (Phasianus colchicus)
- Schiller-fácán vagy zöld fácán (Phasianus versicolor)